# Amy (documental)
Amy es una película documental británica de 2015 sobre la vida y la muerte de la cantante y compositora Amy Winehouse dirigida por el cineasta Asif Kapadia, autor del también documental Senna (2010) sobre el piloto de automovilismo brasileño Ayrton Senna. La película cubre la vida de Winehouse y su lucha contra el abuso de sustancias, tanto antes como después de que su carrera floreciera, y que finalmente causó su muerte. La cinta, que se estrenó en el Festival de Cannes, ganó el Óscar al mejor largometraje documental en 2016.

## Contenido
La narración de la película se centra en la vida de la cantante y compositora Amy Winehouse, que fue encontrada muerta el 23 de julio de 2011, a los 27 años de edad, tras sufrir un colapso ante el síndrome de abstinencia en su casa londinense de Camden.
La película comienza con una película casera de 1998 que muestra a Winehouse, entonces con catorce años, cantando junto con una amiga suya de la infancia, Juliette Ashby, en la fiesta de cumpleaños de otro amigo en común, Lauren Gilbert, en una casa en Southgate (Londres). El resto del documental muestra la vida de la artista desde su infancia hasta el comienzo de su carrera musical y el triunfo comercial gracias a su álbum debut, Frank (2003), y la explosión musical con su segundo álbum, Back to Black (2006); también se pasa por sus problemáticas relaciones, sus autolesiones y problemas como la bulimia, la controvertida atención de los medios y su caída en las drogas y el alcohol, hasta su muerte en 2011. En la cinta, se oyen grabaciones de entrevistas en las que la propia Amy Winehouse habla de sus influencias musicales y sobre sus sentimientos en temas como el amor, la familia, su carrera musical o la fama.
Kapadia llevó a cabo más de 100 entrevistas con amigos y familiares de Winehouse, cuyos testimonios se combinaron en el metraje con imágenes de Amy Winehouse, actuaciones suyas y planos recurso para proporcionar una narrativa sobre su vida de la estrella, dejando que sea una visión de "la cantante en sus propias palabras". La película muestra extensas imágenes invisibles y pistas inauditas que Winehouse había grabado en los años previos a su muerte. Las pistas no escuchadas que aparecen en la película son raras sesiones en vivo, como "Stronger Than Me", "In My Bed", "What Is It About Men?" y "We're Still Friends" de Donny Hathaway, o una versión del "Moon River" de Johnny Mercer.
La película cuenta con imágenes de grabaciones caseras filmadas por el exmarido de Amy, Blake Fielder-Civil, así como actuaciones y audiciones de la propia Winehouse en sus comienzos artísticos. También se incluyeron imágenes de cuando estaba grabando su segundo álbum en marzo de 2006 y un dúo sencillo, "Body and Soul", con Tony Bennett en marzo de 2011. Además se muestran algunas tomas descartadas de su última y bochornosa actuación en el concierto que dio en Belgrado (Serbia), un mes antes de su fallecimiento.

## Producción
En 2012, Universal Music preguntó al productor cinematográfico James Gay-Rees si el equipo de la película Senna, dirigidos por Asif Kapadia, estaría interesado en crear un proyecto sobre la vida y obra de Amy Winehouse. El 25 de abril de 2013 se anunció que Kapadia y su equipo, efectivamente, se encontraban desarrollando dicho documental. Se reveló que la película sería muy similar en formato al utilizado en Senna y que contaría con imágenes inéditas de Winehouse.

## Música
El documental presenta varias pistas inéditas que Winehouse había completado desde que comenzó su carrera en 2003 hasta su muerte. Se incluyen sesiones en vivo en las que canta algunos de sus éxitos musicales y otras versiones que iban desde su primera audición en la National Youth Jazz Orchestra en 2000, con 16 años, al último concierto de su gira por Serbia. 
El 8 de octubre de 2015, Island Records anunció que la banda sonora de la película se lanzaría el 30 de octubre de 2015. La banda sonora incluye varias canciones incluidas propiamente en el documental: temas clásicos de Winehouse y composiciones que fueron presentadas en la película por el compositor Antonio Pinto. La banda sonora fue lanzada por segunda vez en vinilo en el Reino Unido e Irlanda el 1 de abril de 2016.
El álbum, con veintitrés canciones, incluye canciones bien conocidas de Winehouse, como "Stronger Than Me", "Tears Dry on Their Own" y "Back to Black", sesiones en vivo de "What Is It About Men", "Rehab", "We're Still Friends" y "Love Is a Losing Game"; maquetas como "Some Unholy War" y "Like Smoke"; una versión de "Valerie" de The Zutons y una versión de 2011 de "Body and Soul" interpretada por Winehouse y Tony Bennett. 
La banda sonora le valió a Winehouse su segunda nominación póstuma en los Premios Brit de 2016 a la Artista Femenina Británica. De manera póstuma, Winehouse también ganó un Premio Grammy a la Mejor película musical en 2016. Era la novena nominación de la carrera de Amy, y la tercera que recibía de manera póstuma.

## Lanzamiento y recepción
Amy se estrenó simultáneamente el 3 de julio de 2015 en el Reino Unido, Nueva York y Los Ángeles, quedando el estreno en el resto del mundo para una semana después, el 10 de julio. La película tuvo su estreno mundial en la sección de Proyecciones de medianoche en el Festival de Cine de Cannes el 16 de mayo de 2015. Músicos como Haim, Leona Lewis y Emeli Sandé acudieron al Festival con ocasión de su estreno. Del mismo modo, la película se estrenó de manera oficial en el Reino Unido en junio de 2015, en el marco del Festival Internacional de Cine de Edimburgo.
La película recibió una proyección especial en cines de todo el Reino Unido el 30 de junio, que se transmitió en vivo y tuvo feedback con el público, que durante la proyección hizo preguntas en Facebook y Twitter. El director Asif Kapadia, el productor James Gay-Rees y el mánager y amigo íntimo de Winehouse, Nick Shymansky, respondieron y concluyeron con un tributo a Winehouse con su vídeo musical de 2007 "Love Is a Losing Game".
Para Rotten Tomatoes, Amy recibió una calificación del 95% basada en 200 reseñas, con una calificación promedio de 8,4 sobre 10. "Tan fascinante como triste, Amy es una mirada poderosamente honesta sobre la retorcida relación entre el arte y la celebridad, y la espiral letal de la adicción". Metacritic la calificó con un 85 sobre 100 basada en 41 críticas, indicando " aclamación universal ".
Robbie Collin, de The Daily Telegraph, calificó la película con cuatro de cinco estrellas y elogió el hecho de que " el ascenso glorioso y la desgarradora aparición de Amy Winehouse está documentada conmovedoramente por el director de Senna ". Guy Lodge de Variety declaró que " la caída devastadora de la cantante de soul británico se narra en este docto trabajo de Kapadia ". Peter Bradshaw de The Guardian dio a la película cinco de cinco, describiéndola como "una obra maestra trágica", y diciendo que el documental  "es un estudio abrumadoramente triste, íntimo y desalentador de una mujer cuyo talento y carisma la ayudaron a volverse en un objetivo". Geoffrey Macnab, para The Independent, calificó el documental como  "brillante e indescriptiblemente triste", y declaró: "Amy Winehouse sufrió muchos factores que contribuyeron a su desaparición".
Amy se convirtió en la película documental británica más taquillera de todos los tiempos, cuando se estrenó con una taquilla de 3 millones de libras en su primer fin de semana.
La película ha sido duramente criticada por el padre de Amy, Mitch Winehouse. El progenitor se distanció del documental, afirmando que la película es “engañosa” y "contiene algunas falsedades básicas", según su portavoz. El 7 de mayo de 2015, el padre de Winehouse, Mitch, apareció en el programa This Morning y describió la película como "absurda", declarando, además, que la cinta le representaba de "una manera no muy buena. No hay equilibrio. Nos retrata a mí y a Amy distanciados". Sin embargo, también dijo que la película contiene imágenes "excelentes" y "bellas" de Winehouse.
Universal Music instigó el documental, pero solo obtuvieron la cooperación de los padres de la cantante, Mitch y Janis Winehouse, cuando inscribieron a Kapadia como director de la película. El padre de Winehouse, era fanático de Senna, el anterior documental de Kapadia. Mitch quería que se le diera el mismo tratamiento al documental de su difunta hija. Sin embargo, al ver la película completa sobre Winehouse, no se quedó contento con la forma en que la película lo retrataba. Sintiendo que había sido retratado como el villano, y amenazó con acciones legales hasta que se hicieron cambios limitados. Sin embargo, aún ha condenado públicamente el metraje final, alegando que Kapadia tenía una agenda para convertirlo en el antihéroe desde el principio.